# Pretalize
Pretalize war ein Dorf in der Region Magdeburg.
Der im Laufe des Mittelalters zur Wüstung gewordene Ort wurde in einem Stiftungsbrief Otto I. vom 21. September 937 als Geschenk des Königs an das Mauritiuskloster erwähnt. Die genaue Lage ist unbekannt. Es wird vermutet, dass Pretalize in der Nähe des heute zur Stadt Magdeburg gehörenden Ortes Fermersleben lag, so wird in der Urkunde der Name Pretalize zwischen den Namen für Fermersleben (Fridumaresleba) und Buckau (Buchavi) erwähnt. Für möglich wurde jedoch auch eine Identität mit der Wüstung Brälitz bei Wanzleben gehalten. Eine ebenfalls vorgeschlagene Identität mit dem bestehenden Ort Prester wird jedoch abgelehnt.
In einer weiteren Urkunde aus der gleichen Zeit wird mitgeteilt, dass im Ort zumindest auch acht Slawen wohnten.